# Helfenstein (Adelsgeschlecht)

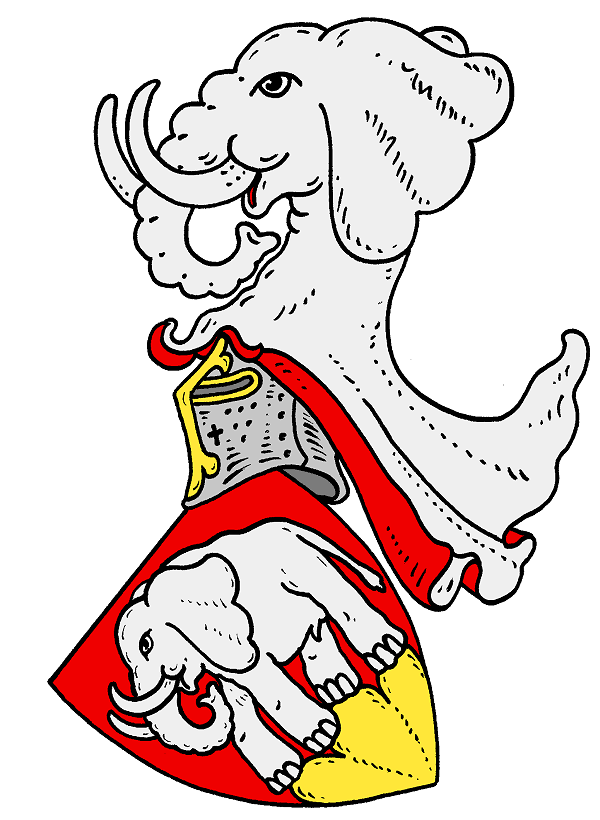
Wappen der Grafen von Helfenstein

Die Grafen von Helfenstein waren ein schwäbisches Adelsgeschlecht, das nach der oberhalb von Geislingen an der Steige gelegenen Burg Helfenstein benannt war.

## Geschichte

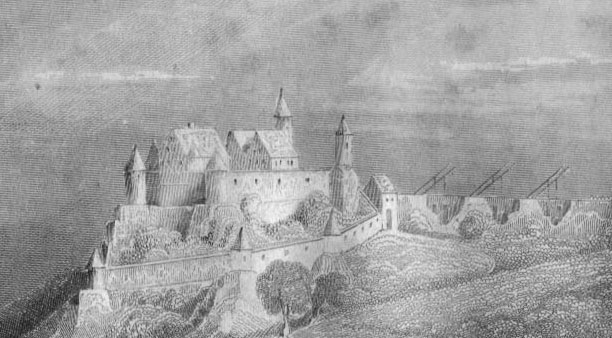
Burg Helfenstein, Rekonstruktionszeichnung 1840

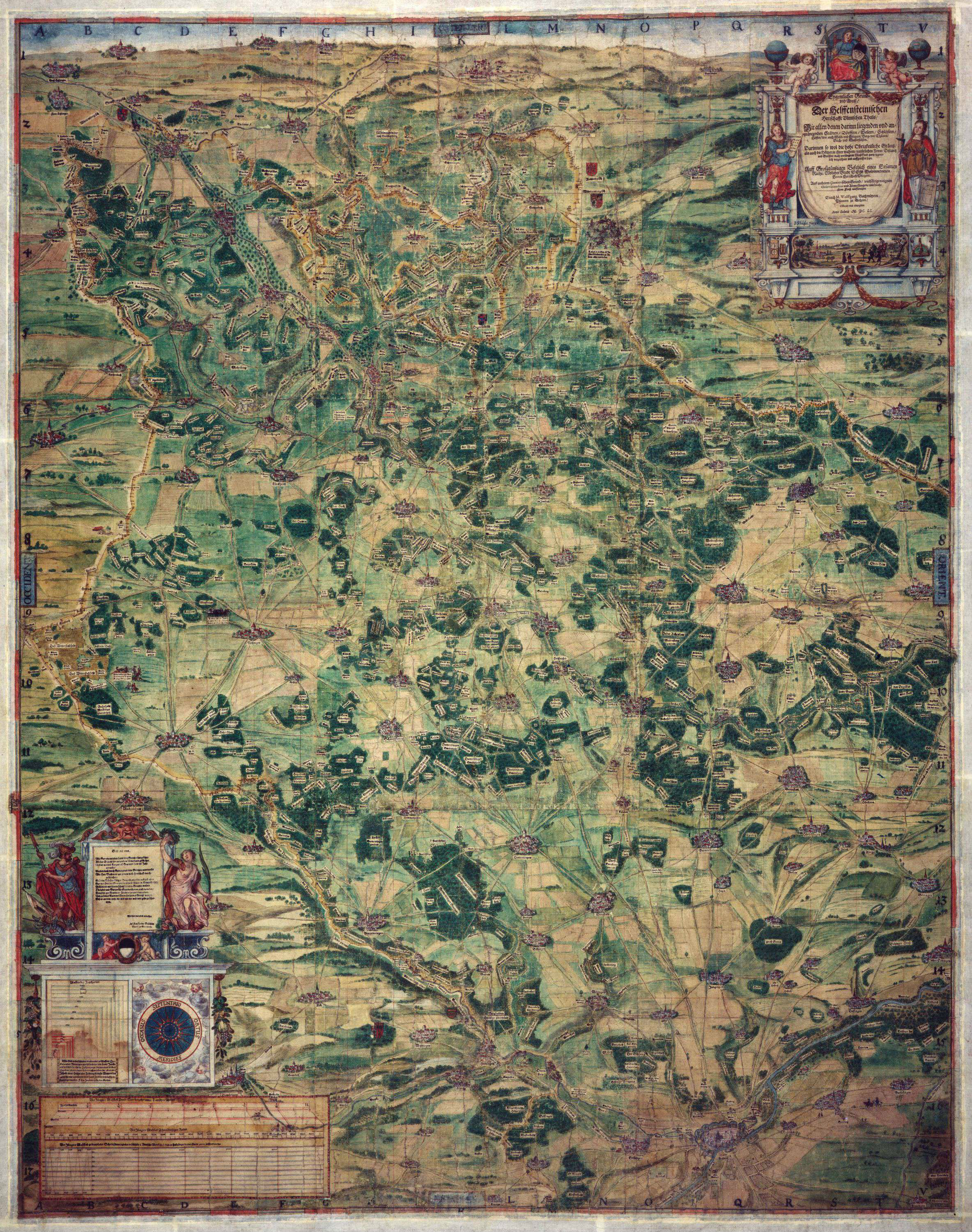
Die Helfensteinische Herrschaft Ulmischen Teils um 1651

Erste nachweisbare Mitglieder waren Eberhard (um 1100) und sein gleichnamiger Sohn (1140). Die Helfensteiner hatten umfangreiche Güter im oberen und mittleren Filstal, auf der Schwäbischen Alb, in der Umgebung von Ulm, in Heidenheim an der Brenz sowie im Donautal um Sigmaringen. Einige Mitglieder des Hauses nannten sich nach der Burg Spitzenberg bei Kuchen.
Auch rechnen einige (u. a. Oswald Gabelkover und Heinrich Friedrich Kerler) die Herren von der Fils zu den Vorfahren der Familie, aus der angeblich bereits 1060 Gebhard Erzbischof zu Salzburg war.
Die bedeutendsten Vertreter dieses Geschlechtes waren Graf Ludwig I. und Graf Ulrich V. von Helfenstein. Graf Ludwig I. fand sich häufig am Hofe Kaiser Friedrichs I. ein, unterzeichnete den Konstanzer Frieden des Jahres 1183, beteiligte sich am Kreuzzug des Kaisers und leistete wohl auch noch bei dessen Söhnen, Kaiser Heinrich VI. und König Philipp von Schwaben, Hoffahrt. Zur selben Zeit war Gottfried von Spitzenberg Bischof von Würzburg und Kanzler des Reiches.
Die Helfensteiner erwarben durch die Ehen von Graf Ulrich II. mit Agnes, einer Tochter des Grafen Rudolf I. der Scheerer von Tübingen-Herrenberg, die Herrschaft Blaubeuren und mit Willibirg von Dillingen große Teile des Besitzes der Grafen von Dillingen rund um Ulm und erreichten damit den Gipfel ihrer Macht.
Der Familienstamm teilte sich 1356 unter Ulrich V. dem Älteren in die Linie Helfenstein-Wiesensteig und seinem Vetter Ulrich VI. dem Jüngeren in die Linie Helfenstein-Blaubeuren. Letzterer verkaufte 1457 Blaubeuren und 1448 Heidenheim an Württemberg und erwarb dafür 1458 die Herrschaft Wellheim und 1485 Hexenagger. Die Linie starb 1517 mit Georg I. aus.

### Finanzieller Niedergang und Abtretungen an die Reichsstadt Ulm
Graf Ulrich V. spielte in der zweiten Hälfte des 14. Jahrhunderts am Hofe Kaiser Karls IV. in Prag eine große Rolle. Der Kaiser stiftete ihm die standeserhöhende, aber auch folgenschwere Ehe mit Herzogin Maria Kotromanić von Bosnien, Schwester des Königs von Bosnien, Stjepan Dabiša, welcher der rasche finanzielle Niedergang der Helfensteiner angelastet wird. Bei dieser Darstellung übersieht die ältere Forschungstradition jedoch bewusst die Tatsache, dass sich die Grafen von Helfenstein schon seit dem Wechsel vom 13. zum 14. Jahrhundert ständig in finanziellen Nöten befanden. Zudem bewirkten mehrere Pestwellen in der zweiten Hälfte des 14. Jahrhunderts massive wirtschaftliche Einbrüche, die zu Verpfändungen in den 1370er Jahren und zum Verkauf der sogenannten Unteren Herrschaft Geislingen/Steige mit der Burg Helfenstein und dem mittleren Filstal im Jahre 1396 an die Reichsstadt Ulm führte.
Größere Bekanntheit erlangte Ludwig Helferich von Helfenstein im Deutschen Bauernkrieg. Als österreichischer Obervogt in Württemberg war er bei einem Haufen aufständischer Bauern besonders verhasst. Nachdem diese am 16. April 1525 Burg und Stadt Weinsberg in ihre Hand gebracht hatten, ließen sie den Grafen und seine Mannen in der sogenannten Weinsberger Bluttat am Folgetag durch die Spieße laufen. Das Ereignis veranlasste den Reformator Martin Luther zu der Schrift Wider die Mordischen und Reubischen Rotten der Bawren.
1562/63 fand in der Herrschaft Wiesensteig unter Graf Ulrich XI. von Helfenstein-Wiesensteig (1524–1570, reg. 1548) eine große Hexenverfolgung statt, bei der mindestens 63 Frauen und Männer als „Hexen und Unholde“ hingerichtet wurden. Graf Ulrich XI und sein Bruder Sebastian († 1564, reg. 1548) hatten 1555 die lutherische Reformation in ihrer Grafschaft eingeführt. Nach 1564 beschloss Graf Ulrich XI. unter dem Einfluss seiner Frau Katharina von Montfort-Tettnang (um 1536–1594) die Rückkehr zum katholischen Bekenntnis und vollzog 1567 eine Gegenreformation.
Mit dem Ableben des Grafen Rudolph III. am 20. September 1627 erlosch auch die Herrschaft Wiesensteig und ging zu je einem Drittel, durch die Erbschaft der Töchter, an das fürstliche Haus Fürstenberg, an die Landgrafschaft Leuchtenberg und an die Grafen von Oettingen-Baldern. Die beiden letzteren Herrschaften verkauften ihre Anteile 1642 an Kurbayern. Bereits 1396 waren große Teile der Grafschaft Helfenstein-Wiesensteig (bis auf die Herrschaft Wiesensteig selbst) aus finanziellen Nöten an die Reichsstadt Ulm veräußert worden. 1546 hatte die Wiesensteiger Linie noch die Herrschaft Gundelfingen mit Hayingen und Neufra und 1594 die Herrschaft Meßkirch und die Burgen Wildenstein und Falkenstein erworben, die alle 1627 an Fürstenberg fielen.
Schweikhard von Helfenstein (1539–1599), der Sohn des Grafen Georg II. (1518–1573), amtierte, wie schon sein Vater, als Präsident des Reichskammergerichtes, betätigte sich als Autor, Publizist und als aktiver Förderer der Katholischen Reform.

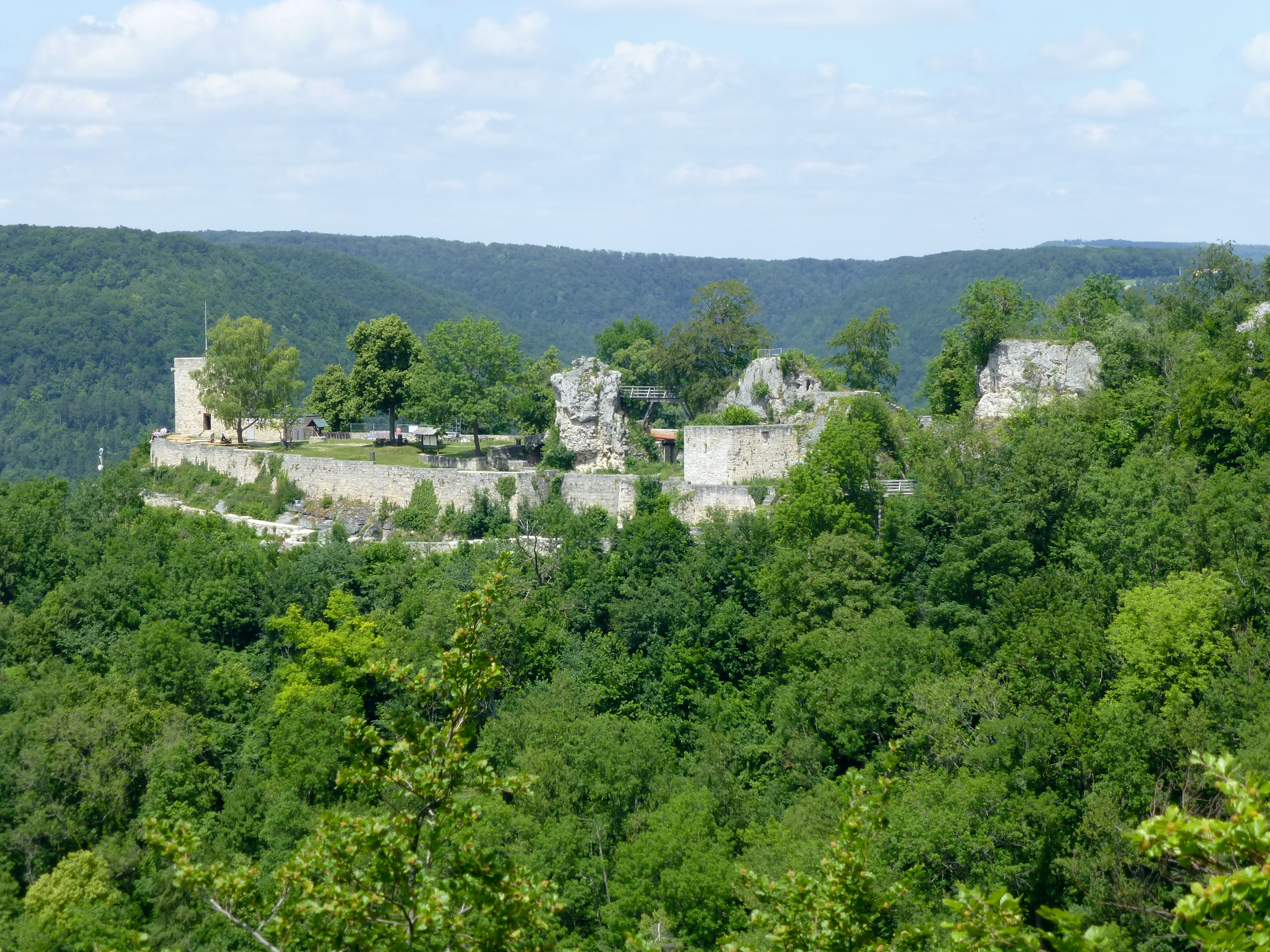
Burgruine Helfenstein
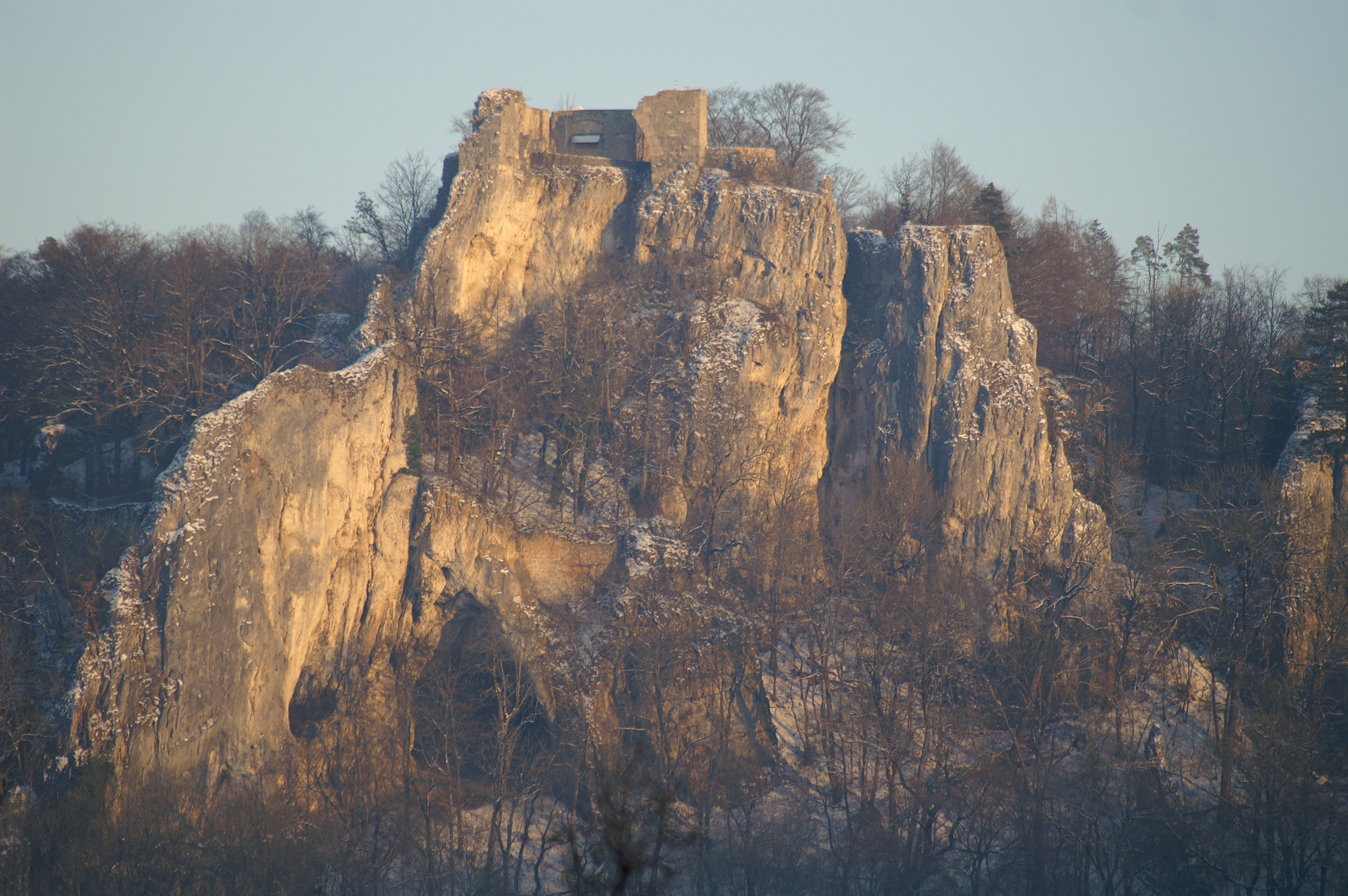
Ruine Hohengerhausen
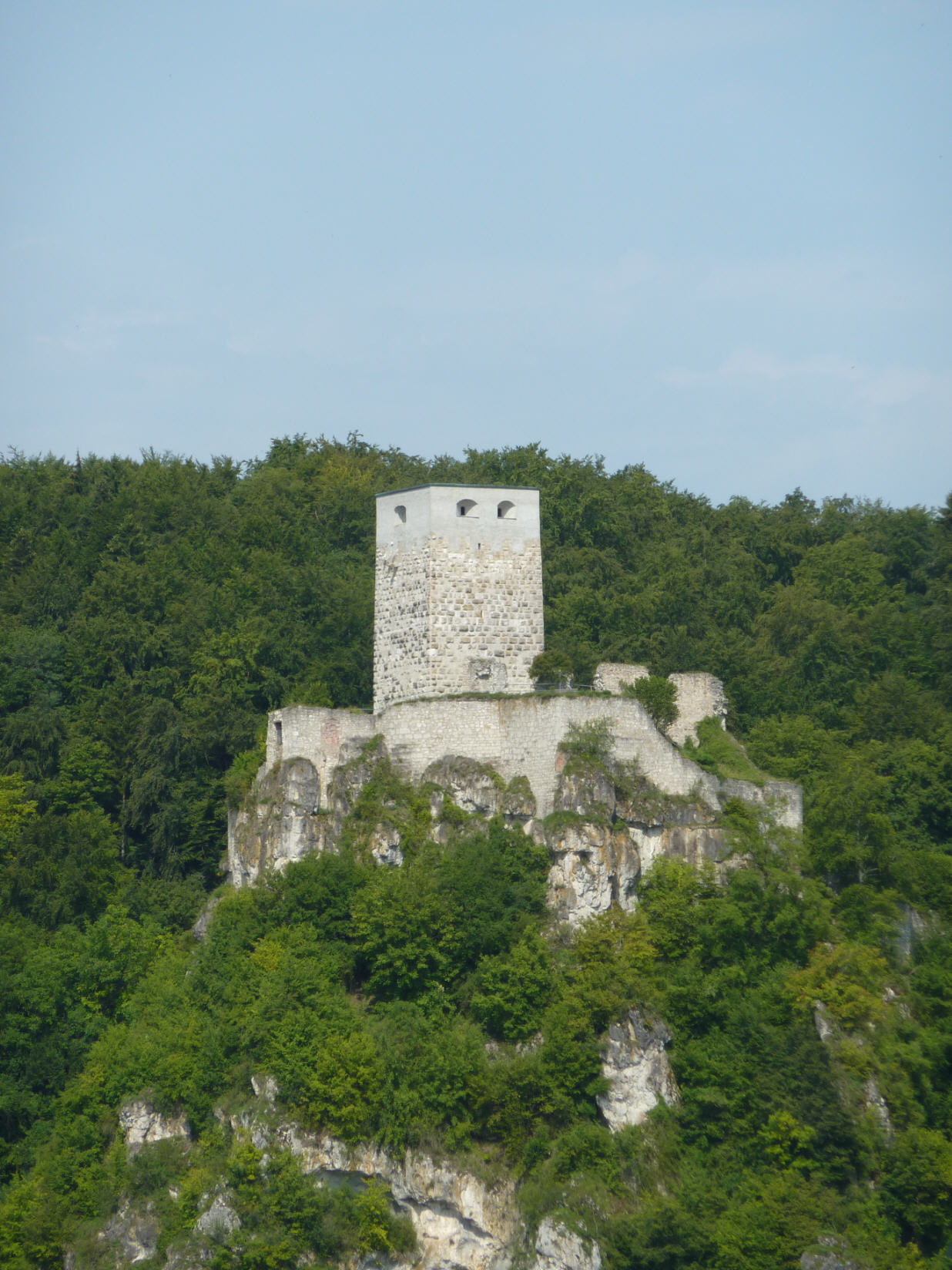
Burg Wellheim
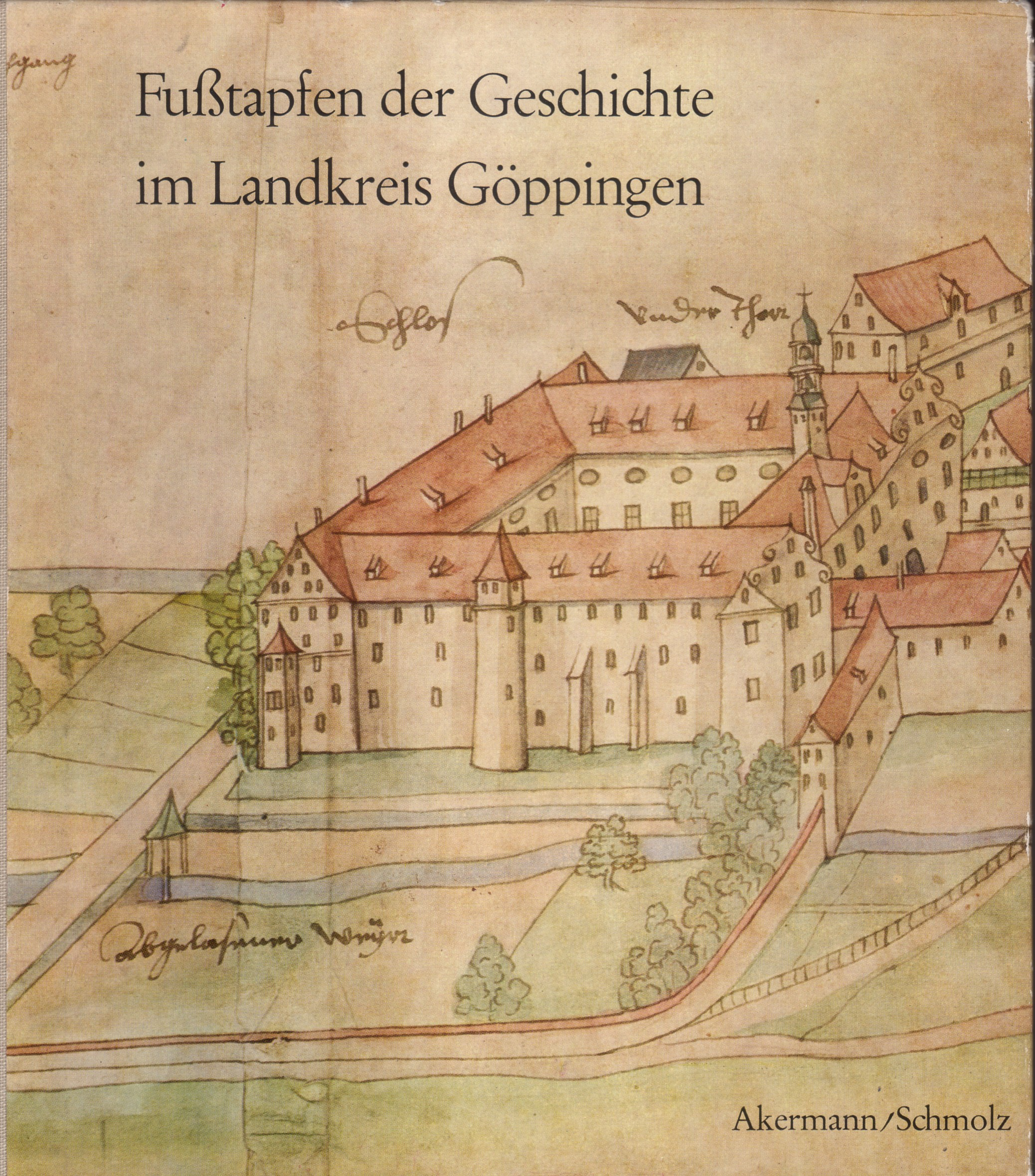
Schloss Wiesensteig im 16. Jahrhundert
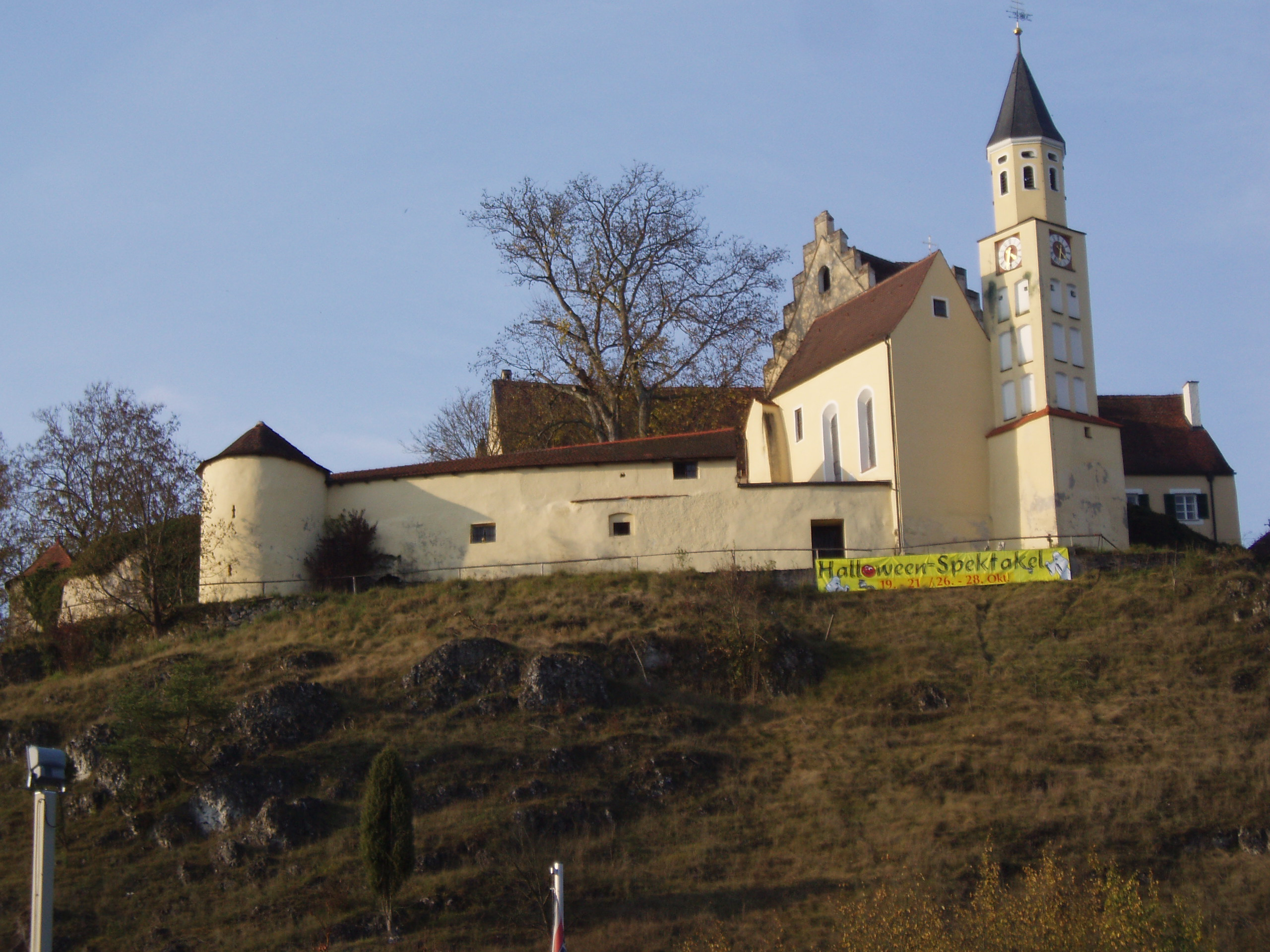
Schloss Hexenagger

## Wappen
Das Wappen zeigt in Rot auf goldenem Dreiberg einen silbernen Elefanten. Auf dem Helm mit silbern-roten Decken ein silberner Elefantenrumpf. Es ist ein Redendes Wappen, der dargestellte Elefant ist eine Anspielung auf den Namen Helfenstein.

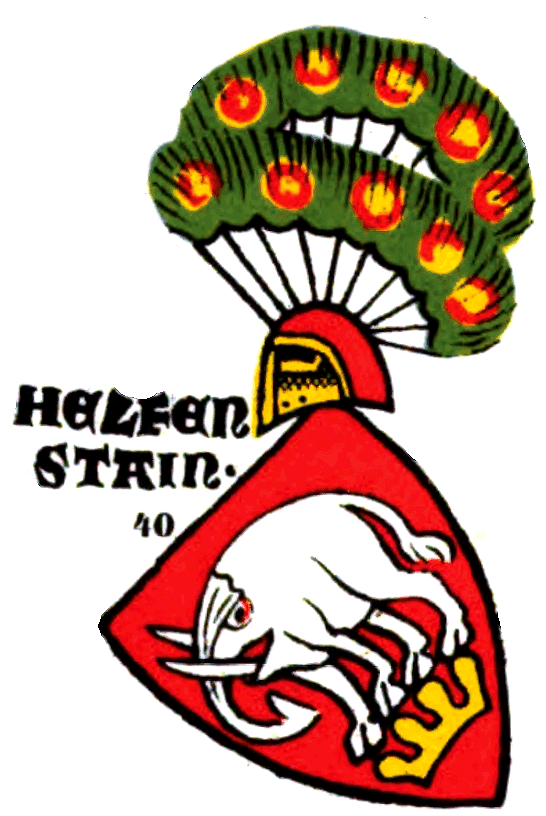
Wappen derer von Helfenstain in der Zürcher Wappenrolle, ca. 1340
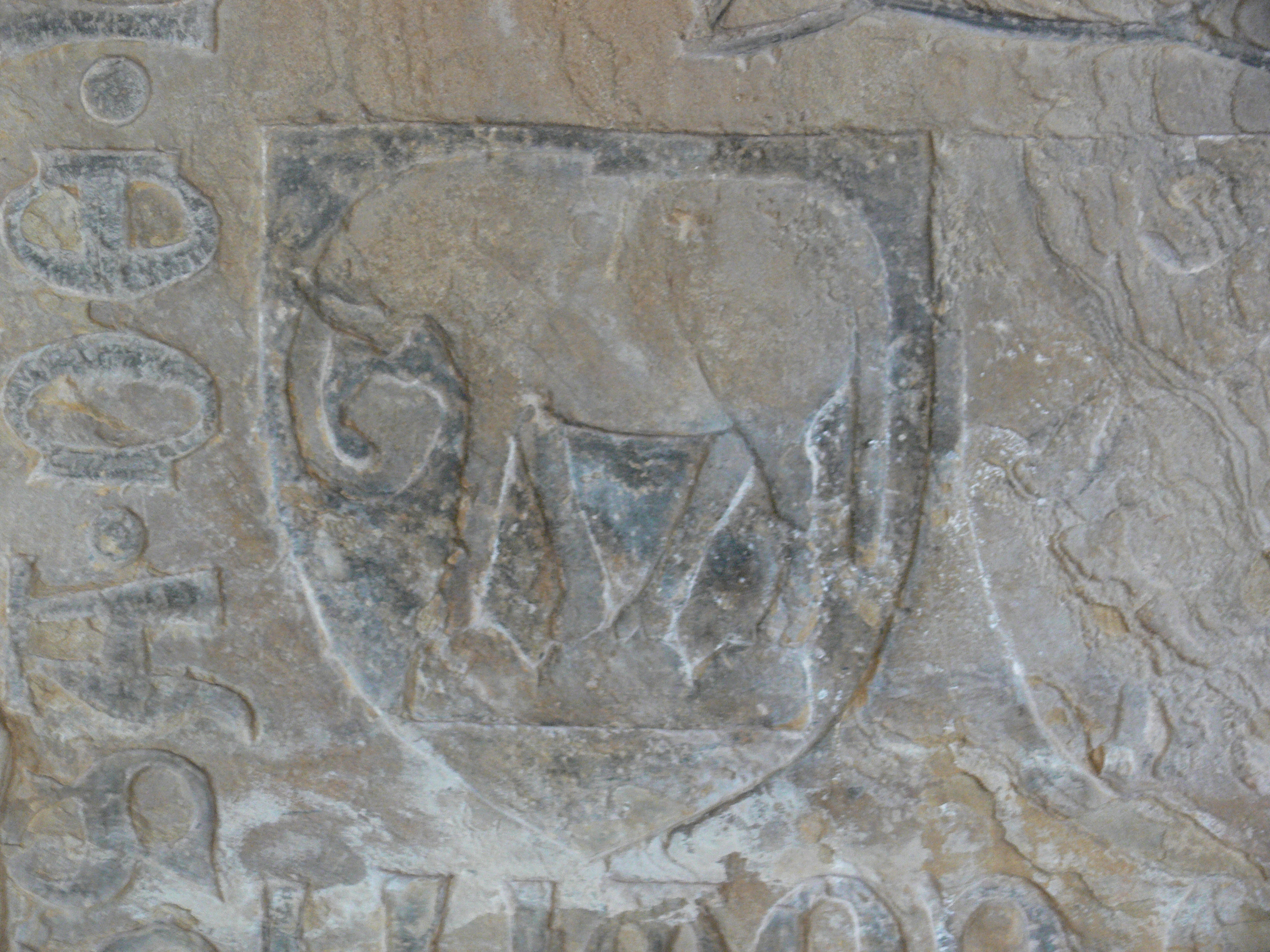
Wappen der Helfensteiner auf dem Epitaph der Adelheid von Helfenstein im Kloster Blaubeuren, 1356
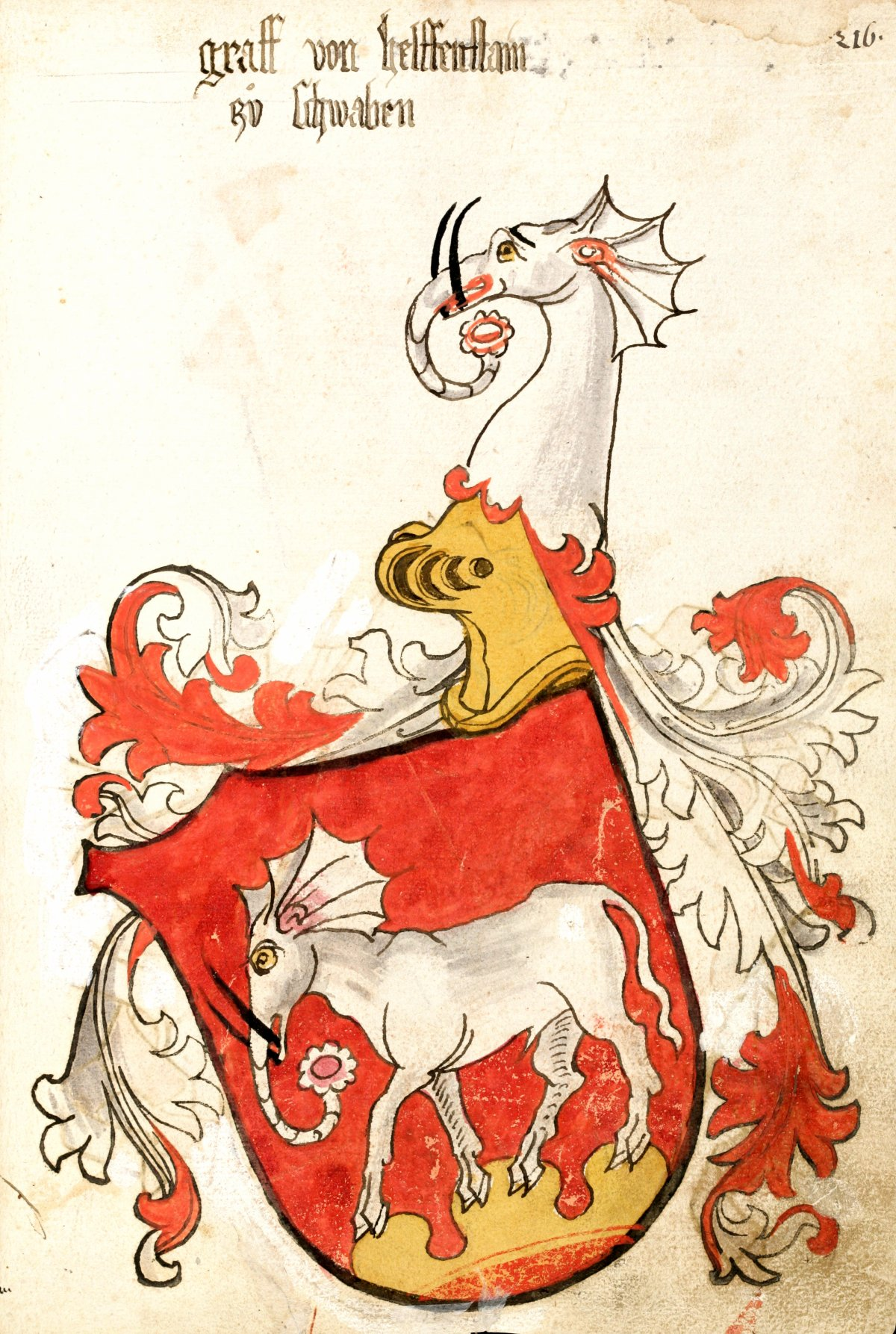
Wappen „Graff von Helffenstain zu Schwaben“, Wappenbuch des Abtes Ulrich Rösch, 15. Jahrh.
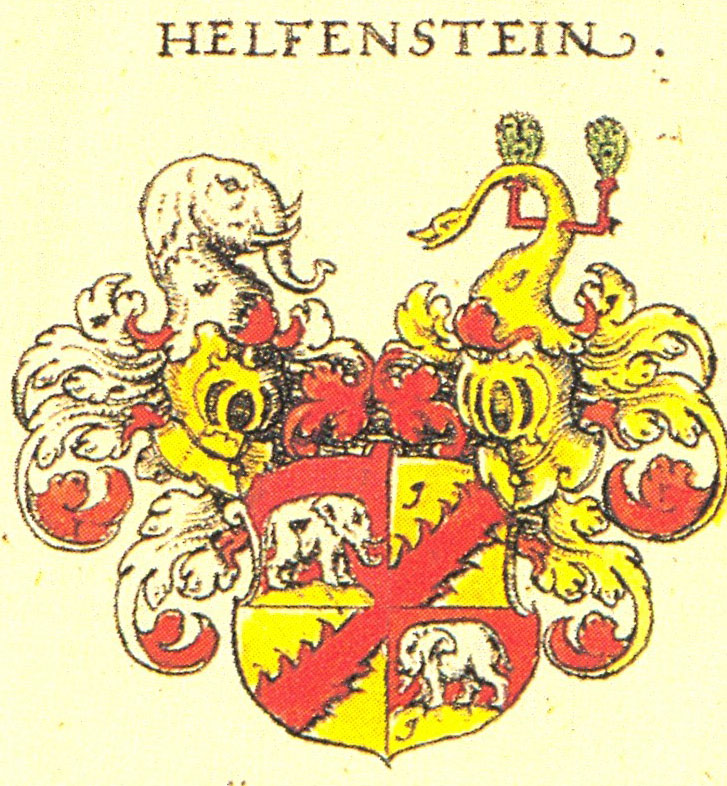
Wappen der Helfensteiner in Siebmachers Wappenbuch, 1605

## Persönlichkeiten
- Adelheid von Helfenstein († nach 1413), Äbtissin im Kloster Lichtenthal
- Ludwig I. von Helfenstein
- Ullrich V. von Helfenstein, Gründer der Linie Helfenstein-Wiesensteig
- Sibylla von Helfenstein († 1487), Äbtissin des Fraumünsters in Zürich
- Ludwig V. von Helfenstein-Wiesensteig (1493–1525), Obervogt in Württemberg ⚭ Magareta von Österreich (1498–1537)
- Georg II. Graf von Helfenstein (1518–1573), Offizier und Staatsmann
- Schweikhard von Helfenstein (1539–1599), Graf und kaiserlicher Statthalter sowie Präsident des Reichskammergerichts